# Леоново (Шекснинский район)
Леоново — деревня в Шекснинском районе Вологодской области.
Входит в состав сельского поселения Угольского, с точки зрения административно-территориального деления — в Угольский сельсовет.
Расстояние по автодороге до районного центра Шексны — 20 км, до центра муниципального образования Покровского — 4 км. Ближайшие населённые пункты — Глуповское, Савинское, Низкие.
По переписи 2002 года население — 19 человек.